# Sarcobatus
Sarcobatus Nees è un genere di piante angiosperme dell'ordine Caryophyllales. È l'unico genere della famiglia Sarcobataceae Behnke.

## Tassonomia
La classificazione tradizionale (Sistema Cronquist, 1981) includeva il genere Sarcobatus  nella famiglia Chenopodiaceae.
La moderna classificazione APG colloca il genere in una famiglia a sé stante.
Il genere comprende le seguenti specie:
- Sarcobatus baileyi Coville
- Sarcobatus vermiculatus (Hook.) Torr.